# Adolf Jensen
Pour les articles homonymes, voir Jensen.
Adolf Jensen est un pianiste et compositeur allemand né le 12 janvier 1837 et mort le 23 janvier 1879, c'est le frère du violoniste et compositeur Gustav Jensen (1843-1895).

## Biographie
Adolf Jensen naît en 1837 à Königsberg dans une famille de musiciens : son grand-père, Wilhelm Gottlieb Martin, était organiste, professeur de musique et directeur de l'université et compositeur de chorals, lieder et autres œuvres vocales ; son père, Julius, était pédagogue du piano, copiste et accordeur. Son oncle, Eduard, était chanteur et professeur de chant à la cour. Actif à Königsberg, ce dernier a également un fils, Paul, chanteur d'opéra et professeur au conservatoire de Dresde. Son frère, Gustav, était violoniste et compositeur. Il laisse une symphonie, une Sinfonietta, des mélodies, des œuvres de polyphoniques vocales et des œuvres de chambre, ainsi que des pièces pour piano. Il était également éditeur de musique ancienne. À partir de 1872, il enseigne au Conservatoire de Cologne.
Adolf apprend la musique d'abord avec le kapellmeister de Königsberg, Eduard Sobolewski ; puis de 1849 et 1852, avec Louis Ehlert, Louis Köhler (de) et Friedrich Marpurg (de). Dès 1849, son père publie son premier recueil de lieder, opus 1, remplacé par Six Lieder, portant le même numéro en 1859.
En 1856, il voyage à Brest-Litovsk en Russie pour y enseigner la famille du gouverneur, et dans l'espoir de réunir l'argent pour prendre des leçons avec Robert Schumann, mais la mort de celui-ci en juillet, empêche ce projet. C'est l'époque de la composition de son Trio avec piano, dédié à Franz Liszt. En 1857, il est directeur musical du théâtre de la ville de Posen (de), puis à Bromberg.
De 1858 à 1860, il vit à Copenhague et devient ami avec Niels Gade, Herman Severin Løvenskiold et JPE Hartmann. Il y effectue plusieurs tournées avec le violoncelliste Christian Kellermann. En février 1861, il retourne à Königsberg au poste de second directeur de l'académie de musique, poste qu'il occupe tout juste une année et se produisant au concert.
Après son mariage en octobre 1863, avec Friederike Bornträger, fille d'un éditeur, il part à Berlin à l'invitation de Carl Tausig et y enseigne le piano deux ans de 1866 à 1868. Il y rencontre Anton Rubinstein et Clara Schumann, avec qui il joue à deux pianos. Il tombe gravement malade et doit arrêter sa carrière musicale. Il meurt à Baden-Baden de tuberculose, en 1879 à l'âge de 42 ans.

## Œuvre
Adolf Jensen a composé de la musique pour piano, plus de 160 lieder, ballades et musique pour chœur, ainsi d'un opéra resté inachevé, Die Erbin von Montfort (« L'Héritier de Montfort »). Son œuvre est « l'une des sensibilités les plus délicates de tous les compositeurs romantiques tardifs. »

### Piano
- Innere Stimmen, 5 pièces, op. 2 (Hambourg, 1861)
- Romantische Studien, op. 8 (Hambourg, 1862)
- Der Scheidenden (« Le départ »), 2 romances, op. 16 (Leipzig, 1864)
- Wanderbilder (« Tableau de voyage »), op. 17 (Leipzig, 1864)
- Präludium und Romanze, op. 19 (1864)
- 4 Impromptus, op. 20 (Hambourg, 1864)
- 7 Gesänge aus dem spanischen Liederbuche
- Sonate pour piano, en fa  mineur, op. 25 (Leipzig, 1864) — Dédiée à Johannes Brahms
- 3 Valses-caprices, op. 31 (Leipzig, 1866) — Dédié à Joseph Joachim Raff.
- 25 études pour piano, op. 32 (Leipzig, 1866)
- Deutsche Suite en si mineur, op. 36 (Berlin, 1869)
  1. Allemande
  2. Courante
  3. Sarabande
  4. Gavotte I & II
  5. Gigue
- Impromptu, op. 37 (Leipzig, 1869)
- Erotikon, 7 pièces sur la mythologie grecque, op. 44 (Berlin, 1873)
  1. Kassandra
  2. Die Zauberin (« La sorcière »)
  3. Galatea
  4. Elektra
  5. Adonisklage (« Plainte d'Adonis »)
  6. Eros
  7. Kypris (« Aphrodite »)
- Waldidyll, scherzo, op. 47 (Breslau, 1874)
- Erinnerungen (« Souvenirs »), op. 48 (Leipzig, 1874)
- Scènes carnavalesques, op. 56 (Berlin, 1876) 18 pièces en deux cahiers.
- Ricordanza. Étude (1880)

Piano à quatre mains
- Scherzo, Wiegenlied, Pastorale, op. 18 (Hambourg, 1864)
- Abendmusik, op. 59 (Breslau, 1877)
- Silhouetten, op. 62 (Breslau, 1878)
- 2 Klavierstücke, op. 65 (Berlin, 1881)
- Ländliche Festmusik (Berlin, 1882) — arr. d'après Die Erbin von Montfort

### Musique de chambre
- Trio avec piano, op. 6 (1856 ; manuscrit) — Dédié à Franz Liszt.

### Orchestre
- Der Gang nach Emmahus : geistliches Tonstück (« Le chemin d’Emmaüs »), op. 27 (Hambourg, 1865) — Dédié à Hector Berlioz[2],[3]
- Ouverture de concert en mi mineur (Berlin, 1882) — Ouverture de l'opéra Die Erbin von Montfort

### Vocale

#### Lieder
- Gesänge sur des textes de C. Beck et d'autres, op. 1 (Königsberg, 1849)
- 6 Lieder, sur des textes de Heine, R. Gottschall, G. Pfarrius, Heyse, J. Eichendor et du folklore, op. 1 (Breslau, 1859)
- 7 Gesänge aus dem Spanischen Liederbuch, sur des textes de Geibel et Heyse, op. 4 (Hambourg, 1860)
- 4 Gesänge, sur des textes de G. Herwegh et Eichendor, op. 5 (Hambourg, 1861)
- 8 Lieder, sur des textes d'A. Traeger, op. 9 (Leipzig, 1863)
- 6 Lieder im Volkston, sur des textes de W. Hertz, op. 14 (Leipzig, 1864)
- 12 Gesänge, sur des textes de Heyse, op. 22 (Leipzig, 1864)
- 6 Lieder, sur des textes de H. Hertz, Goethe, Schiller et autres, op. 23 (Leipzig, 1865)
- Alt-Heidelberg, du feine, sur un texte de J.V. von Scheffel), op. 34 (Leipzig, 1867)
- Dolorosa, sur un poème de Chamisso (Leipzig, 1868)
- 6 lieder, op. 30 (Leipzig, 1868)
- 4 Balladen, sur un texte d'A. Cunningham, op. 51 (Breslau, 1876)
- 6 Gesänge, sur un texte de Tennyson, op. 53 (Breslau, 1876)
- 6 Lieder, sur des textes de Geibel, Beck, Heyse, Eichendor et Goethe, op. 57 (Dresde, 1878)
- 6 Lieder, sur des textes de Heyse, Beck, T. Storm, F. Kugler et Goethe (Berlin, 1881 ; éd. R. Becker)
- 3 Lieder, sur des textes de Fallersleben, Beck et Eichendor (Berlin, 1883 ; éd. Becker)
- 2 Lieder sur des textes de W. Marsano et Geibel (Baden-Baden, 1899)

#### Chœur
- Gesang der Nonnen sur un poème de Uhland, pour soprano
- Brautlied sur un poème de Uhland, pour chœur, op.10 (Hambourg, 1863)
- Am Pregelstrom am Ostseestrand, pour huit voix d'hommes (c.1864)
- Jephthas Tochter, d'après Byron, pour soli, chœur et orchestre, op. 26 (Leipzig, 1864)
- 8 Lieder von Geibel, pour SATB, op. 28 (Leipzig, 1865) — dédié au poète Emanuel Geibel
- 3 Lieder, sur des textes de Heyse, Hamerling et Hertz), pour chœur de femmes, op. 63 (Berlin, 1881)
- Einkehr sur un poème de G.A. Bürger, pour chœur à trois voix de femmes (Berlin, 1882)

#### Opéra
- Die Erbin von Montfort, opéra op. 2 (1858-1865, inachevé)

## Discographie
- Musique pour piano, vol. 1 – Erling R. Eriksen, piano (décembre 2013, février 2014, Toccata Classics TOCC 0232) (OCLC 1033418696)
- Musique pour piano, vol. 2 – Erling R. Eriksen, piano (9-10 septembre 2019/25-26 septembre 2020, Toccata Classics)